# Услинский сельсовет
Услинский сельсовет — муниципальное образование в Стерлитамакском районе Башкортостана.
Административный центр — село Верхние Услы.

## История
Согласно Закону о границах, статусе и административных центрах муниципальных образований в Республике Башкортостан имеет статус сельского поселения.
19.11.1992 г. из состава Услинского сельсовета выделен Чуртановский сельсовет, включённый обратно 7.10.2008 г.
Указ Президиума ВС РБ от 19.11.1992 № 6-2/478 "Об образовании Чуртановского сельсовета в Стерлитамакском районе" гласил:

Президиум Верховного Совета Республики Башкортостан постановляет:
1. Образовать в Стерлитамакском районе Чуртановский сельсовет с административным центром в деревне Чуртан.
2. Включить в состав Чуртановского сельсовета деревню Чуртан, село Услыбаш, деревню Любовка, исключив их из состава Услинского сельсовета.
3. Установить границу Чуртановского и Услинского сельсоветов согласно представленной схематической карте.
Решение Совета муниципального района Стерлитамакский район РБ от 07.10.2008 № 29/з-292 “Об объединении Услинского сельсовета и Чуртановского сельсовета Стерлитамакского района Республики Башкортостан“ гласило:

 "Внести следующие изменения в административно-территориальное устройство Республики Башкортостан:
40) по Стерлитамакскому району:

ж) объединить Услинский и Чуртановский сельсоветы с сохранением наименования „Услинский“ с административным центром в селе Верхние Услы.
Включить село Услыбаш, деревни Чуртан, Любовка Чуртановского сельсовета в состав Услинского сельсовета.
Утвердить границы Услинского сельсовета согласно представленной схематической карте.
Исключить из учётных данных Чуртановский сельсовет;

## Население
| 2002  | 2009  | 2010  | 2012  | 2013  | 2014  | 2015  |
| ----- | ----- | ----- | ----- | ----- | ----- | ----- |
| 2193  | ↗2391 | ↘2195 | ↗2200 | ↘2175 | ↘2130 | ↘2089 |
| 2016  | 2017  | 2018  |       |       |       |       |
| ↘2041 | ↘1986 | ↘1969 |       |       |       |       |

## Состав сельского поселения
| № | Населённый пункт | Тип населённого пункта       | Население |
| - | ---------------- | ---------------------------- | --------- |
| 1 | Верхние Услы     | село, административный центр | ↘732      |
| 2 | Чуртан           | деревня                      | ↘474      |
| 3 | Нижние Услы      | село                         | ↘444      |
| 4 | Услыбаш          | село                         | ↘348      |
| 5 | Любовка          | деревня                      | ↘88       |
| 6 | Сунгур           | деревня                      | ↘83       |
| 7 | Чулпан           | деревня                      | ↘26       |

## Известные уроженцы
- Аскаров, Салимгарей Сахибгареевич (12 декабря 1936 — 8 марта 1991) — старший аппаратчик завода синтетического каучука (Стерлитамак), Герой Социалистического Труда (1976)[18].
- Багаутдинов, Раис Губайдуллович (род. 15 января 1926) — председатель колхоза им. Салавата, Герой Социалистического Труда (1966)[19].
- Насыров, Юнер Яруллович (28 августа 1935 — 13 октября 2002) — художник, член Союза художников СССР (1980), Заслуженный работник культуры Республики Башкортостан (1996)[20].